# 第11軍 (ロシア内戦)
第11軍（だい11ぐん、ロシア語: 11-я армия）は、ロシア内戦中の1918年から1921年にかけて、赤軍に三度形成されていた編制。

## 初代第11軍
1918年9月11日付共和国革命軍事会議指令に基づく同年10月3日の南部戦線革命軍事会議指令により、北カフカース全域の赤軍から形成された。その所属は当初の南部戦線から11月3日には同戦線カスピ・カフカース部門、12月8日から解散までの翌1919年2月13日まではカスピ・カフカース戦線であった。
当初、司令官にはイヴァン・ソローキンが任命されていたが、ソローキンは北カフカース革命軍事会議と北カフカース・ソビエト共和国中央執行委員会との間に起った対立に乗じて反乱を起こし、逮捕・処刑された。その後第11軍は第10軍を援護してツァリーツィンで白軍義勇軍と戦い、10月にはスタヴロポリとアルマヴィルまで進んだが、11月にはアントーン・デニーキンの軍に押されてスタヴロポリとネヴィンノムイスクから撤退した。しかし同時に、軍の一部はテレク州で発生した反乱に対抗し、モズドクを占領してウラジカフカス、グロズヌイとキズリャルを包囲している。12月下旬には再度攻勢に出たが、翌1919年1月初めには敵の猛反撃によって軍はスヴャートイ・クレスト＝エリスタとグロズヌイ＝キズリャルの2か所に分断された。戦闘のみならず発疹チフスの蔓延によっても大量の兵員が喪われ、軍はキズリャルを経由してアストラハンへ退却、一部はマヌィチ川を越えて第10軍へ合流した。

### 構成
司令官
- イヴァン・ソローキン（ロシア語版）（1918年10月3日 - 27日）
- イヴァン・フェジコ（ロシア語版）（1918年11月17日 - 30日）
- ウラジーミル・クルーゼ（ru, 1918年11月30日 - 1919年1月3日）
- ミハイル・レヴァンドフスキー（ロシア語版）（1919年1月3日 - 2月13日）

参謀長
- B・I・ペレスヴェト（1918年11月17日 - 1919年2月13日）

革命軍事会議メンバー
- ヤン・ポルヤン（1918年10月4日 - 11月17日〈議長〉、11月17日 - 1919年2月13日）
- モイセイ・クライニー（1918年10月4日 - 21日）
- セルゲイ・ペトレンコ＝ルネフ（ru, 1918年10月4日 - 11月17日）
- I・I・ガイチェレンツ（1918年10月4日 - 27日、のち反逆罪により有罪判決）
- サハンジェリ・マムスロフ（ru, 1918年11月17日 - 30日）
- セルゲイ・オダリュク（1918年11月30日 - 1919年2月13日）
- ブドゥ・ムディヴァニ（1918年11月30日 - 1919年2月13日）
- Yu・P・ブチャギン（1919年1月22日 - 2月13日）
- オスカル・レシチンスキー（ru, 1919年1月22日 - 2月13日）

## 第2代第11軍
1919年3月13日の共和国革命軍事会議指令に基づき、指令部直属の「第11独立軍」(11-я отдельная армия) としてカスピ・カフカース戦線から編制され、5月23日から南部戦線の指揮下に入った。しかし6月4日の共和国革命軍事会議指令によって同月12日に解散し、部隊は第10軍に吸収された。その範囲はアストラハンとカスピ海沿岸、東部 (ru)・南部戦線の接続地にあった。陸上では北東カフカースとダゲスタンで南ロシア軍と戦ったが、兵力の小ささゆえに作戦は成功しなかった。アストラハン・カスピ小艦隊 (ru) はヴォルガ・デルタ防衛のため白軍艦隊 (ru) やイギリス海軍艦隊と戦った。

### 構成
司令官
- N・A・ジダーノフ（1919年3月20日 - 6月3日）
- A・C・スミルノフ（1919年6月3日 - 10日、暫定）

革命軍事会議メンバー
- コンスタンチン・メホノシン（ロシア語版）（1919年3月20日 - 6月10日）
- セルゲイ・サックス（ru, 1919年3月20日 - 6月4日）
- セルゲイ・キーロフ（1919年5月7日 - 6月10日）
- セルゲイ・メドヴェージェフ（ru, 1919年5月7日 - 6月10日）

参謀長
- I・F・シャルスコフ（1919年3月13日 - 4月18日）
- E・N・リンゲリマン（1919年4月19日 - 29日、暫定）
- A・F・カドシニコフ（1919年4月30日 - 6月12日）

部隊
- 第33狙撃師団（1919年3月 - 5月）
- 第34狙撃師団（1919年3月 - 6月）
- 第1特殊騎兵師団（ru, 1919年3月 - 6月）
- 第7騎兵師団（ロシア語版）（1919年4月 - 6月）
- アストラハン・カスピ小艦隊（ru, 1919年3月 - 5月）

## 第3代第11軍
1919年8月14日の東部戦線革命軍事会議令により、トルキスタン戦線のアストラハン支隊から形成。所属は当初のトルキスタン戦線から10月14日には南東戦線、翌1920年1月16日にはカフカース戦線 (ru) に移り、1921年5月29日に独立カフカース軍 (ru) に再編されることで解散した。
1919年8月から12月にかけてはアストラハンで激しい防衛戦を率い、9月から10月にはデニーキン軍と、11月から12月には南東戦線を援護して戦った。第1軍・第4軍と連携してアストラハンやウラルの白軍と戦い、すべての作戦を成功裏に終了させた。1920年1月から3月にはスタヴロポリと北カフカース中東部を制圧し (ru)、4月には赤軍のアゼルバイジャン侵攻に際してアゼルバイジャン社会主義ソビエト共和国樹立の主力となった。7月から翌1921年5月にかけてはチフリス、バトゥム、エレヴァンを攻略し、アルメニア社会主義ソビエト共和国およびグルジア社会主義ソビエト共和国の樹立にも貢献した。

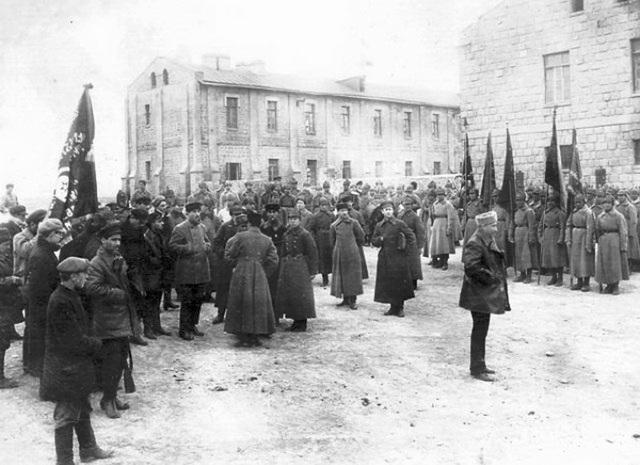
バクーに進駐する第11軍（1920年5月）
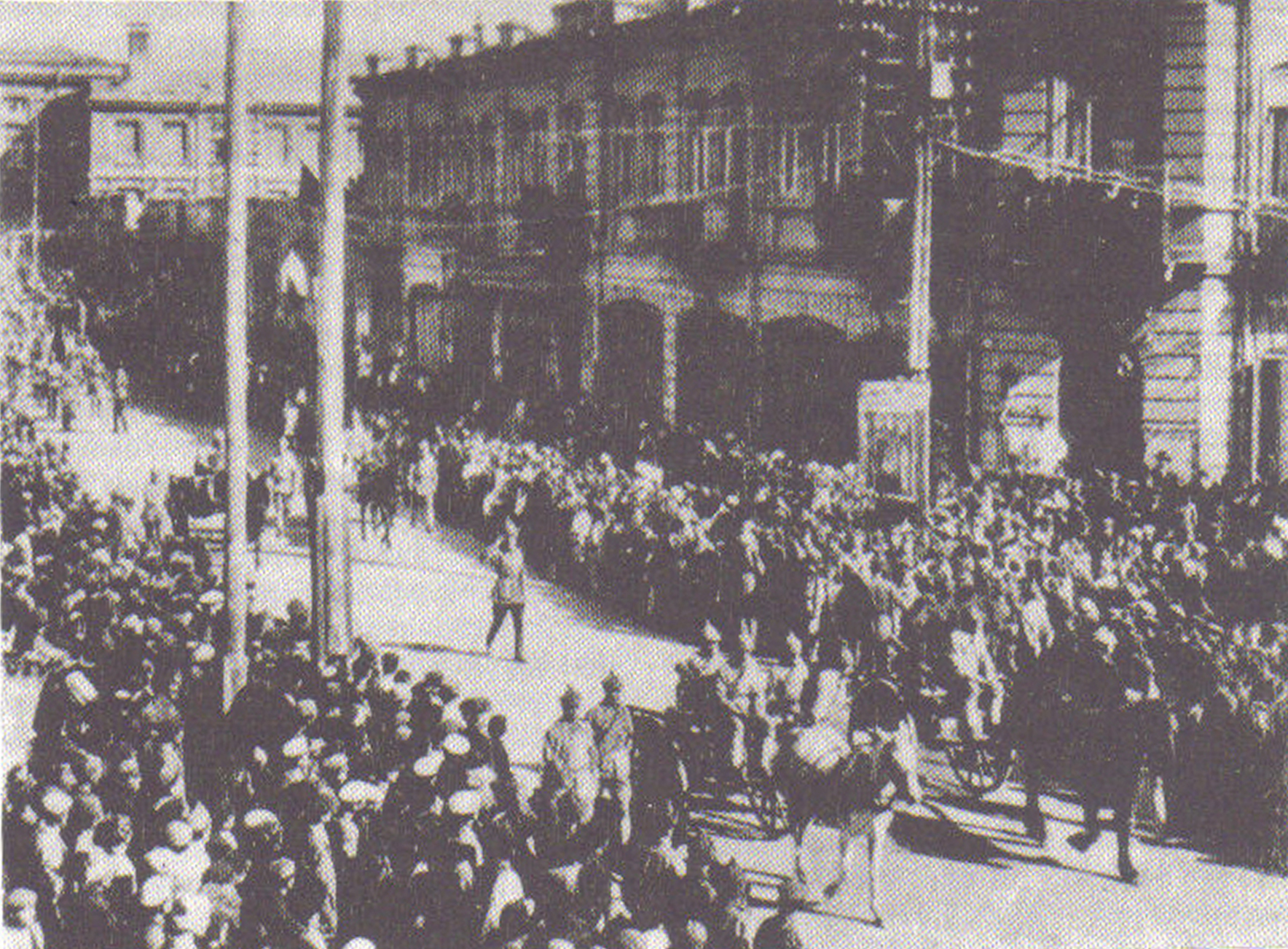
エレヴァンに進駐する第11軍（1920年11月）
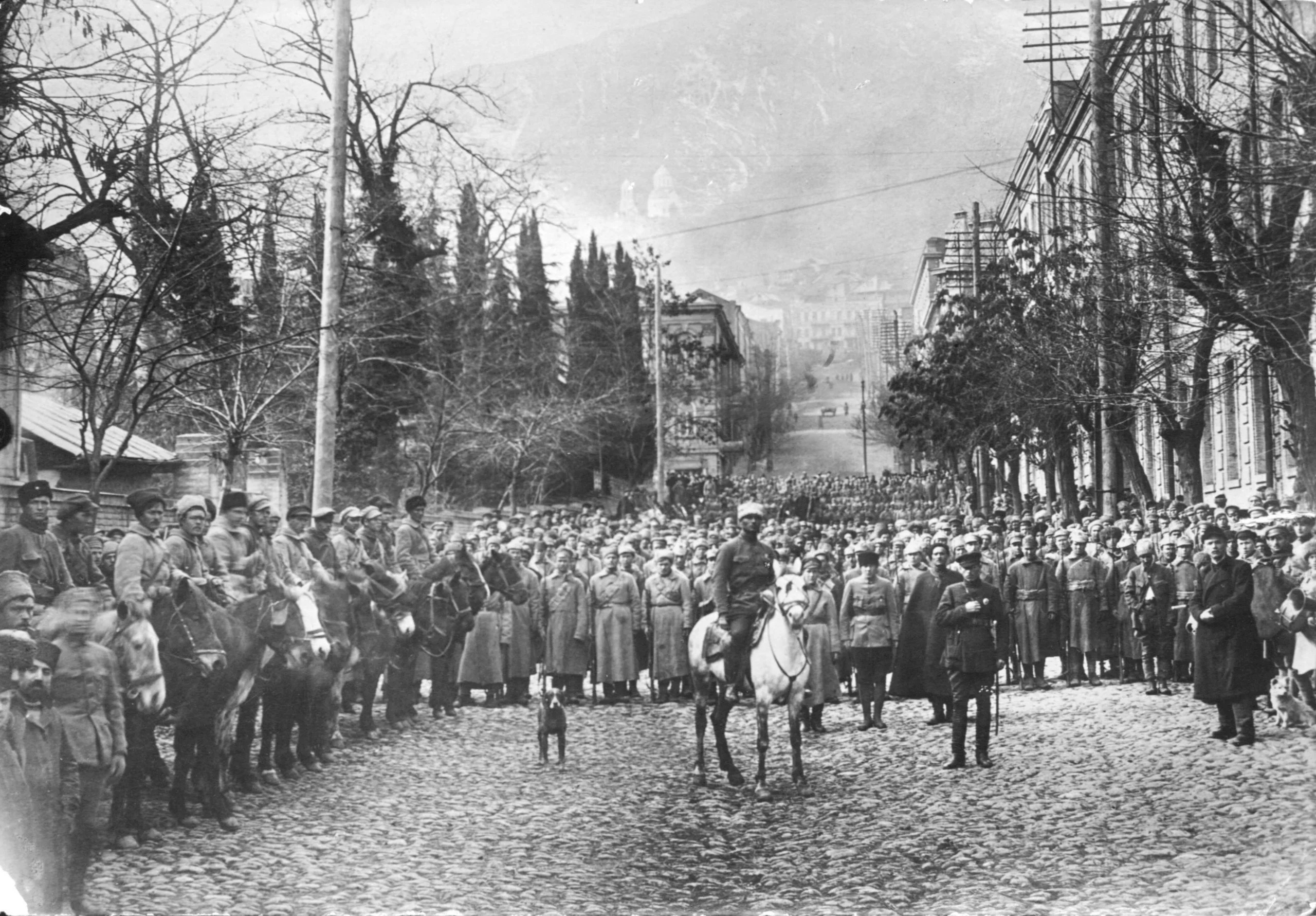
チフリスに進駐する第11軍（1921年2月）

### 構成
司令官
- V・P・ラスポポフ（1919年8月14日 - 9月26日）
- Yu・P・ブチャギン（1919年9月26日 - 12月19日）
- マトヴェイ・ヴァシレンコ（ru, 1919年12月19日 - 1920年3月29日、7月26日 - 9月12日）
- ミハイル・レヴァンドフスキー（ロシア語版）（1920年3月29日 - 7月12日）
- A・K・レメゾフ（1920年7月12日 - 26日、9月12日 - 19日、暫定）
- アナトリー・ゲッケル（ロシア語版）（1920年9月19日 - 1921年5月29日）

革命軍事会議メンバー
- ヴァレリアン・クイブィシェフ（1919年8月14日 - 10月14日）
- V・V・クラエフ（1919年8月14日 - 25日）
- セルゲイ・キーロフ（1919年9月3日 - 1920年3月23日）
- A・I・ソコロフ（1919年10月9日 - 1920年1月6日）
- コンスタンチン・メホノシン（ロシア語版）（1919年12月21日 - 1920年5月27日）
- ヤーコフ・ヴェスニク（ロシア語版）（1920年5月27日 - 8月31日、1921年1月26日 - 5月29日）
- V・D・ミハイロフ（1920年6月21日 - 1921年2月9日）
- シャルヴァ・エリアヴァ（ロシア語版）（1920年12月17日 - 1921年5月29日）
- A＝G・K・カラエフ（1920年11月14日 - 1921年5月29日）

参謀長
- V・V・シェヴェレフ（1919年8月14日 - 9月23日、暫定）
- N・I・ズヴォルィキン（1919年9月23日 - 10月18日、暫定）
- G・A・シュピリコ（1919年10月18日 - 12月10日、暫定）
- A・K・レメゾフ（1919年12月10日 - 1921年5月7日）
- B・I・クズネツォフ（1921年5月7日 - 29日）

部隊
- 第1アゼルバイジャン重狙撃師団（1920年5月 - 11月）
- 第9狙撃師団（ロシア語版）（1921年2月 - 5月）
- 第14狙撃師団（ru, 1921年1月 - 3月）
- 第18狙撃師団（ru, 1920年12月 - 1921年5月）
- 第20ペンザ狙撃師団（ru, 1920年4月 - 1921年5月）
- 第28狙撃師団（ru, 1920年4月 - 1921年5月）
- 第32狙撃師団（1920年4月 - 10月）
- 第34狙撃師団（1919年8月 - 1920年2月）
- 第39狙撃師団（1920年4月）
- 第49狙撃師団（1920年1月 - 4月）
- 第50狙撃師団（1919年8月 - 1920年2月）
- 第1騎兵師団（1919年8月 - 1920年12月）
- 第7騎兵師団（ロシア語版）（1919年8月 - 1920年4月）
- 第2騎兵軍団（1920年4月 - 8月）
- 第12騎兵師団（ru, 1920年11月 - 1921年5月）
- 第18騎兵師団（ru, 1920年8月 - 1921年5月）
- 第21騎兵師団（ru, 1921年3月）